# Expertise France
Pour les articles homonymes, voir EF.

Ancien logo d'Expertise France

Expertise France  (EF) est le « nom de marque » de l'agence française d'expertise technique internationale (AFETI), société par actions simplifiée œuvrant sous la double tutelle des ministères chargés des Affaires étrangères et de l’Économie, dans le cadre de la politique extérieure de développement, de solidarité et d’influence de la France. 
Elle a été créée fin 2014, lancée début 2015 et inaugurée le 20 janvier 2015, en présence de Laurent Fabius, ministre des Affaires étrangères et du Développement international, d'Annick Girardin, secrétaire d'État au Développement et à la Francophonie, et de Michel Sapin, ministre de l’Économie et des Finances, pour promouvoir et réunir l'assistance technique et l'expertise internationale françaises à l'étranger.
L'agence est issue de la fusion de six opérateurs publics : l'établissement public France expertise internationale (naguère GIP France coopération internationale), et les groupements d'intérêt économique GIP Esther, GIP Inter, GIP SPSI, ADECRI et Adetef.
En février 2018, le gouvernement a décidé de procéder à l’intégration d’Expertise France au sein d’un groupe AFD élargi.

## Conditions de la création d'une nouvelle agence
La motivation de création était la simplification administrative et une meilleure lisibilité et efficacité de l'expertise au service des collectivités publiques. 
Cette agence réunit et fusionne les missions et compétences de six opérateurs publics de coopération technique internationale : 
- France expertise internationale (établissement public créé en 2010 à partir du GIP France coopération internationale (FCI) fondé en 2001),
- Adetef (GIP Assistance au Développement des Échanges en Technologies Économiques et Financières),
- GIP Esther (Ensemble pour une solidarité thérapeutique hospitalière en réseau),
- GIP International (d) (Groupement d'intérêt public International, travail, emploi, formation professionnelle),
- GIP SPSI (Groupement d'intérêt public Santé-Protection sociale internationale (d)),
- ADECRI (Agence pour le développement et la coordination des relations internationales (d) (Sécurité sociale).

Néanmoins, plusieurs structures comparables restent initialement en dehors du périmètre du nouvel opérateur :
- le GIP Justice Coopération Internationale (d) (GIP JCI), qui a succédé en 2012 à l'association ACOJURIS (née en 1992 sous le nom d’association ARPEJE - Association pour le renouveau des échanges juridiques avec l’Europe centrale et orientale)[7]. JCI a intégré Expertise France à compter du 1er janvier 2021[8],
- le GIP France Vétérinaire International (d)[9] ; le GIP FVI a été dissous le 31 décembre 2019, et l’ensemble de ses activités et actifs a été dévolu à VetAgro Sup (ex École nationale des services vétérinaires),
- l'ADECIA (Agence pour le développement de la coopération internationale dans les domaines de l’agriculture, de l’alimentation et des espaces ruraux (d)) créée en 2007[10] : ses activités ont été intégrées à FranceAgriMer en 2020[11],
- le Centre international d'études pédagogiques (CIEP), opérateur spécialisé du ministère de l'Éducation nationale, de l'Enseignement supérieur et de la Recherche dont le secteur coopération dans les domaines de l'éducation, de la formation professionnelle et de l'enseignement supérieur n'est qu'un des volets (rebaptisé en 2020 France Éducation international)
- CIVIPOL (sécurité intérieure et protection civile),
- la SFERE (Société française d'exportation des ressources éducatives (d)), issue de l'association IUT International (rebaptisée PROCOOPE en 1992).

Le climat social de l'établissement est tendu : les temps de travail et la grille salariale relèvent au moment de la fusion de sept régimes différents. Sébastien Mosneron-Dupin, le directeur général, précise lors de son audition au Sénat en juin 2016 : « Dans un même bureau, certains peuvent avoir quinze jours de RTT en plus ou en moins et une différence de salaire pouvant dépasser mille euros. ».

## Contenu, missions
Avec (début 2015) plus de 240 salariés, un réseau de plus de 10 000 experts, et environ 450 projets en cours ou prévus au 1er janvier 2015 dans 80 pays d’intervention en 2014 (pour une présence directe dans 20 pays), l'agence intervient pour l'expertise et la formation (20 000 h/jours de formation délivrés en 2014) sur des questions de :
- Développement durable ;
- Développement économique ;
- Finances publiques ;
- Gouvernance et droits humains ;
- Protection sociale et emploi ;
- Santé ;
- Stabilité, sûreté et sécurité.

Selon le ministère de l’Économie et des Finances, cette agence représente « 120 millions d'euros de chiffre d'affaires, 50 000 heures d'expertise dans plus de 80 pays et un vivier de 10 000 experts. Elle est avec l'Agence française de développement, le 2e pilier de l’État dans le secteur de l'aide au développement ».

## Gouvernance
Le conseil d'administration comprend 19 membres : le délégué interministériel à la coopération technique internationale, président du conseil d'administration ; deux députés et deux sénateurs ; sept représentants de l'Etat ; un représentant des organismes de sécurité sociale ; un représentant des collectivités territoriales ; trois personnalités qualifiées dans le domaine d'activité de l'établissement ; deux représentants du personnel de l'établissement.
Le conseil est présidé depuis  septembre 2018, par Laurence Tubiana, économiste, qui succède à Jean-Christophe Donnellier (d), venant des ministères économiques et financiers où il a occupé divers postes en France et à l’étranger avant d'être nommé le 17 juillet 2014 délégué interministériel à la coopération technique internationale. Il a piloté la préfiguration d’Expertise France.
Le premier directeur général était jusqu'en août 2018 Sébastien Mosneron-Dupin (d), ancien conseiller (pour les affaires économiques internationales, le commerce extérieur et le développement) de Laurent Fabius,. Après un intérim de Laurence Lajoinie-Gnansia, directrice générale adjointe, Jérémie Pellet est nommé directeur général par décret du 28 novembre 2018.

## Territoire de compétence
Selon le communiqué d'annonce de création de l'agence, « Expertise France permettra notamment d’offrir aux administrations et entités publiques des pays émergents et en développement une capacité accrue de réponse à leurs besoins. Elle constituera un interlocuteur de référence pour valoriser l’expertise française et mettre en œuvre une réelle complémentarité entre secteurs public et privé ».
Conformément à l'article 12 de la loi relative à l'action extérieure de l'État du 27 juillet 2010, Expertise France gère pour le ministère chargé de la coopération les personnels experts techniques internationaux. Ces agents, fonctionnaires publics détachés ou professionnels issus du privé, sont recrutés sur des contrats à durée déterminée de droit privé « selon la politique de rémunération d’Expertise France ».